# Parlami di Lucy
Parlami di Lucy è un film del 2018 diretto da Giuseppe Petitto.

## Trama
Nicole vive in una villa isolata di montagna con il marito e la figlia Lucy di otto anni. È tormentata da sogni spaventosi e inspiegabili e da oscure presenze che si manifestano all'interno e nei pressi dell'abitazione. Nel succedersi di episodi presenti e passati che si accavallano nella sua mente, il suo unico intento è quello di salvare la bambina dai mostri che la circondano. Quando finalmente la cruda realtà le si palesa, sarà molto più terribile del peggiore dei suoi incubi.

## Distribuzione
Il film, postumo, è stato distribuito nelle sale cinematografiche italiane a partire dal 19 aprile 2018.